# Storia dell'isteria
(Pierre Janet, "The mental state of hystericals: a study of mental stigmata and mental accidents")

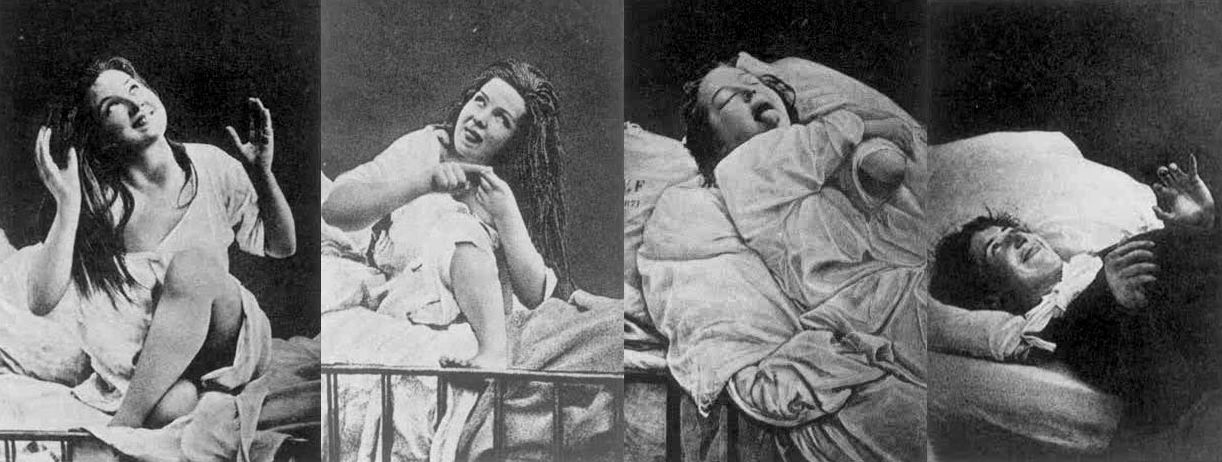
Un attacco isterico nella "Iconographie photographique de la Salpêtrière"

Il termine isteria denota una psiconevrosi caratterizzata da stati emozionali molto intensi e da attacchi parossistici particolarmente teatrali. Nell'immaginario collettivo è sempre stata considerata una malattia appartenente all'universo femminile: la teoria era corroborata dal falso storico secondo il quale il termine "isteria" deriva dal greco ὑστέρα (hystera), cioè utero, anche questa traduzione è del tutto errata. Tracce di simile correlazione sono ravvisabili anche in iscrizioni risalenti all'antico Egitto, ma più in generale appare chiaro come disordini in qualche modo legati all'apparato genitale femminile, inficiando la capacità di procreazione, spaventassero già le popolazioni primitive.

## L'isteria nell'antico Egitto
Sono stati diversi i papiri ritrovati riguardanti la medicina egizia: fra questi, il papiro Kahun, risalente al XX secolo a.C., che ha come oggetto specifico l'isteria, e il più generico papiro Ebers (XVI secolo a.C.). L'idea dominante era che ogni tipo di alterazione psichica e fisica nella donna derivasse dallo spostamento dell'utero nel corpo. Compito del medico, quasi sempre appartenente alla casta sacerdotale, era quello di far tornare l'utero nella sua posizione originaria, mai tramite manipolazione diretta ma sempre cercando di attrarre o di respingere l'utero con fumigazioni o con l'applicazione di oli benefici e pozioni. In ogni caso, si pensava all'utero come un'entità distinta e indipendente, talvolta maligna, altre benefica. La presenza, nelle terapie, di molti simboli del dio Thot, dio della saggezza e della medicina, conferma l'inscindibilità della pratica medica con le credenze religiose. A questo proposito sono state rinvenute, in varie parti d'Egitto, alcune statuette di cera raffiguranti l'ibis, il volatile sacro al dio, utilizzate come statuette votive o nelle insufflazioni.

## Il mondo classico

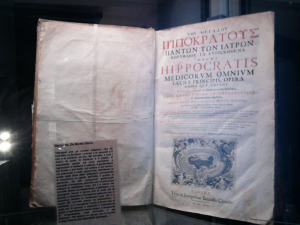
Ippocrate, "De morbo sacro" in un'edizione medievale

Il termine isteria appare per la prima volta nel trentacinquesimo aforisma del Corpus Hippocraticum: “Se una donna soffre di isteria, sternutire è di beneficio”. Fra le manifestazioni più comuni erano riportati casi di donne affette da alcune difficoltà respiratorie, senso di soffocamento o da attacchi epilettici, tutti attribuibili alla posizione dell'utero e, indirettamente, all'astinenza sessuale. Dalla sua posizione originaria, si credeva che l'utero potesse raggiungere il cuore e, nei casi più gravi, la testa.
I metodi di cura più comuni sono trattati nel “Natura della donna” di Ippocrate: il medico doveva dapprima capire la posizione dell'utero e poi applicare fumigazioni aromatiche o maleodoranti sul basso ventre e sulla testa delle pazienti. Veniva anche data una purga, consigliati bagni bollenti e non raramente erano utilizzati pessari intrisi di vari aromi; la cura variava sulla base dei casi e soprattutto si differenziava fra vergini e vedove, ma il rimedio migliore rimaneva comunque il matrimonio.
Nel corpus sono anche comprese casistiche dettagliate come mutismo, paralisi artificiali, nevralgie e convulsioni tutte comunque incluse nella categoria “Soffocamento dell'utero”. A Ippocrate va anche il merito di aver distinto epilessia e isteria e aver parlato per la prima volta di cause organiche anche per queste malattie, togliendone così l'etichetta di “sacralità”. Alcune iscrizioni del Tempio di Asclepio a Epidauro riportano casi di isteria ben documentati e certamente significativi: in questo caso la cura si basava sui sogni ristoratori e su offerte votive al dio.
Il modus operandi della medicina greca si trasmise intatto nel mondo romano: Celso, nel suo De medicina (probabilmente non totalmente intatto) definisce l'isteria “la malattia dell'utero” per eccellenza e, alle tradizionali modalità di cura aggiunge solo il consiglio di prolungare la terapia per un anno al fine di evitare ricadute.
Areteo di Cappadocia, famoso per la sua divisione delle malattie fra croniche e acute, pone il “soffocamento isterico” fra le ultime; definisce inoltre l'utero “erratico”, più precisamente “un animale nell'animale” (secondo una definizione già presente nel Timeo di Platone), responsabile dei prolassi degli organi interni e dunque dei disturbi normalmente associati.
Nel trattato di ginecologia di Sorano d'Efeso del II sec d.C., fra i più famosi medici dell'antichità e il più noto dei metodisti, viene proposta una descrizione dell'apparato genitale femminile fra le migliori dell'età classica. Sorano rigettò platealmente l'idea di un utero in movimento, attribuendogli comunque l'isteria come “malattia di restrizione”. Essa era principalmente riscontrabile in donne che avevano dato alla luce bambini prematuri, vedove, adolescenti alla fine della pubertà e coloro che erano affette da disordini mestruali.
La terapia consisteva nel porre la paziente in un ambiente tiepido e con luci soffuse durante l'attacco, per poi applicare olio d'oliva sul ventre e massaggiare dolcemente, cercando quindi di indurre rilassamento. Nei casi di isteria cronica le pazienti andavano curate con passeggiate, esercizi vocali, bagni ed esercizi ginnici.
Dello stesso avviso anche Galeno, che rigettò fermamente l'idea di migrazione elaborando la propria teoria eziologica. Avendo già evidenziato la stretta e reciproca relazione fra mente e corpo, definì l'isteria una manifestazione di squilibri somatici, secondo la sua ben nota teoria degli umori: così la causa dei disturbi era la ritenzione delle secrezioni dell'utero (assimilabili al seme maschile), che, corrompendo il sangue, inevitabilmente portava all'irritazione dei nervi. Divideva la sintomatologia in tre gruppi: attacchi con perdita di conoscenza e con pulsazioni molto basse; attacchi con problemi respiratori, e quindi i casi di contrazione delle membra. In tutti e tre i casi comunque rimaneva inoppugnabile la presenza di affezioni uterine.
Significativo sottolineare che Galeno identificò anche una serie di disturbi omologhi nel maschio, dovuti alla ritenzione dello sperma e che avevano conseguenze decisamente più gravi dell'isteria femminile. Utilizzando le sue parole: “La passione isterica è solo un nome; in ogni caso, varie e innumerabili sono le forme in cui si presenta”.

## Il Medioevo
Con l'affermarsi del Cristianesimo, e la sempre maggiore importanza data alla castità come virtù, l'isteria iniziò a essere trattata come manifestazione demoniaca, il risultato della nefasta alleanza della paziente (si escludeva un'incidenza maschile) con le forze maligne. Come evidenziato da Sant'Agostino i piaceri carnali sono intrinsecamente legati al male, sebbene sia sempre la volontà personale dell'individuo che sceglie il proprio orientamento. Agostino realizzò (e descrisse) una serie di esorcismi, che probabilmente coinvolsero molti malati mentali: nei suoi scritti, tuttavia, l'isteria non viene mai nominata.
Le teorie galeniche rimasero in vigore fino a Rinascimento inoltrato, ma le isteriche divennero l'emblema stesso della stregoneria e come tale iniziarono a essere perseguitate e accusate delle peggiori nefandezze, spesso vittime della furia popolare. A seguito delle torture più crudeli inflitte dall'Inquisizione o da improvvisati giudizi popolari, spesso arrivavano ad ammettere rapporti con il diavolo o patti segreti per diffondere epidemie, morte e carestie.
Con la bolla imperiale di Carlo Magno la “stregoneria e l'evocazione del maligno” vennero ufficialmente punite: nei secoli stragi, torture e sevizie colpirono migliaia di innocenti; qualsiasi cosa accadesse la colpa ricadeva inevitabilmente sui soggetti più deboli. A peggiorare la situazione anche la diffusa misoginia che pervadeva la società.

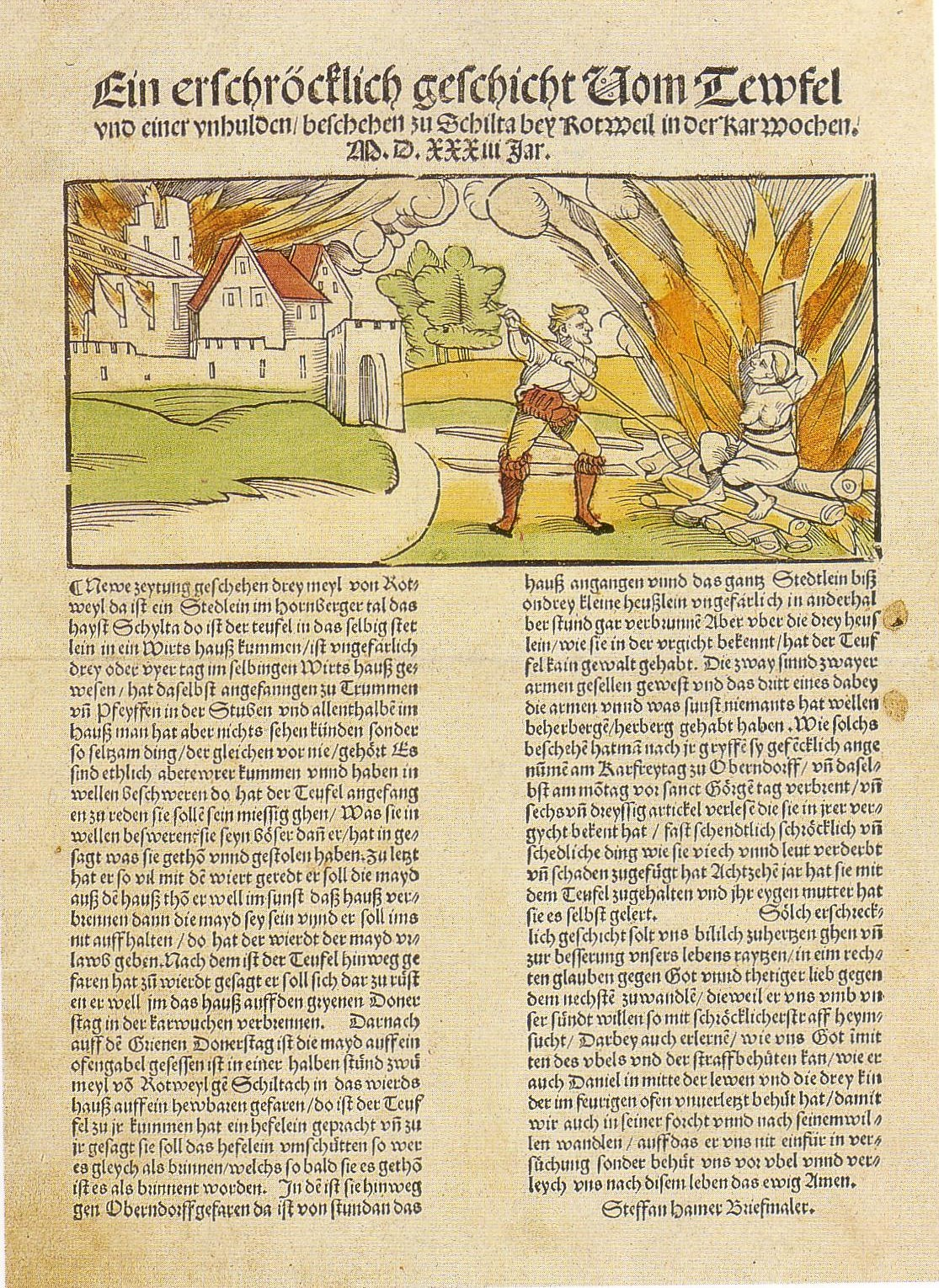
Verbale del processo a una presunta strega poi arsa sul rogo

All'inizio del Quattrocento fu promulgato il “Malleus Maleficarum” da parte di due monaci domenicani, tali Kramer e Sprenger, incaricati da papa Innocenzo VII di estirpare il male portato da uomini e donne “abbandonati al diavolo, "incubi e succubi".”. Immediatamente divenne causa di un'infinità di persecuzioni e ingiustizie, diffondendosi rapidamente in tutta Europa. Dalla descrizione delle vittime ricavate dai verbali (giovani donne, vedove, persino suore), emerge come gran parte delle vittime soffrisse di manifestazioni isteriche (cecità e paralisi artificiale, convulsioni). Secondo il “Malleus Maleficarum”, le donne sono molto più inclini a essere possedute per loro stessa natura, un “animale imperfetto che inganna sempre”;
(Malleus Maleficarum)
Durante i processi si effettuavano test veri e propri alla ricerca di aree del corpo insensibili al dolore: queste mancanze di sensazioni cutanee, tipiche delle manifestazioni isteriche, venivano considerate come uno segno di Satana, sufficienti per una condanna a morte per annegamento, o più probabilmente tramite rogo.
Il confinamento dell'isteria, come di altre patologie, nel campo d'azione dell'esorcismo e delle manifestazioni sovrannaturali, non impedì ad alcuni medici medievali di rimanere ancorati all'antica visione organicistica: Arnaldo da Villanova, medico del XIII secolo, ferma restando la natura soprannaturale di alcune patologie, cercò di definire l'origine organica di molti disturbi. L'isteria, comunque, continuò a essere considerata un disturbo parossistico del genere femminile, e le sue uniche raccomandazioni prevedevano l'uso di ovuli inseriti nella vagina.

## La fine del Medioevo e la rivoluzione scientifica
Sull'onda del cambiamento che da lì a poco avrebbe travolto la medicina, Paracelso (1493-1541), nella sua aspra critica contro la medicina araba e galenica, pone per la prima volta l'isteria fra le malattie mentali. Nel trattato “Sulle ragioni che privano l'uomo della ragione” egli rigetta l'idea di malattie provenienti da presenze infernali, ma nel tentativo di staccarsi dall'eziologia greca, elabora un proprio modello mancante di chiarezza e pragmatismo: l'utero “viene internamento alimentato” e in mancanza delle sostanze necessarie alla sua sopravvivenza “perde la sua vera natura e diviene freddo” producendo un violento spasmo. L'eccessiva freddezza provoca acido e inevitabilmente si producono vapori e fumi che infettano tutti gli altri organi, causando un attacco epilettico.
Interessante notare che Paracelso sia stato il primo a intuire una componente inconscia della malattia, da lui definita Chorea Lasciva, anticipando così una delle fondamenta della psicoanalisi.
François Rabelais, medico oltre che famoso letterato, è ricordato per le sue mordenti descrizioni di donne affette da isteria, ma ebbe anche un ruolo nell'intuizione dell'importanza del controllo dell'intelletto volontario nella malattia. Sosteneva altresì che la miglior cura consistesse nell'agire sulla volontà delle donne occupandole in altre faccende che distraessero da altre pulsioni: “Diana che è costantemente occupata nella caccia, è chiamata infatti la casta”.
Ambroise Paré è ricordato come colui che diede nuovo lustro alla professione chirurgica, ma nel trattamento dell'isteria effettua un singolare recupero delle teorie galeniche e ippocratiche. Considerò la malattia come pazzia: “lo strangolamento dell'utero, è un blocco o un'ostruzione nella capacità di prendere fiato e spazio, che l'utero, pressato a causa dell'eccesso di vapori e umori lì contenuti, cerca di svicolare come se fosse mosso da una convulsione.” Per alcune ragioni, come la “corruzione del seme”, all'utero “è portata secchezza, che viene trasmessa su fino al cervello, da dove la donna cade come in catalessi, senza muoversi”. Con tali dinamiche possono manifestarsi collassi, paralisi, convulsioni o pazzia, significativamente definita come furor uterinus.
I suoi metodi di cura non divergevano eccessivamente da quelli delle epoche precedenti: faceva porre la paziente sulla schiena, gridava il suo nome più volte e ne afferrava violentemente i peli pubici (sia per provarne l'insensibilità cutanea sia “affinché il pungente e maligno vapore che sale possa essere riportato verso il basso”). Tramite uno speciale pessario, da lui inventato e da produrre in oro e argento, venivano poi applicate fumigazioni.

## Il Settecento
Dal XVIII secolo, con l'avvento di una medicina sempre più organicistica, prevalse la lettura neurologica dei disturbi isterici. Esempio lampante è il libro: The english malady or a treatise of nervous diseases of all kinds as Spleen, Vapours, Lowness of Spirit; Hypochondrial and hysterical distempers di George Cheyne.
Sebbene l'interesse scientifico sia marginale, emerge un quadro sociale nuovo, in cui lo stesso autore afferma di essere affetto da isteria, malattia causata dalla sempre maggiore complessità del mondo, dagli “effetti deleteri della lussuria” e soprattutto dai nuovi, esotici prodotti coloniali quali tè, caffè, cioccolata e tabacco.
Decisamente più profondo fu l'apporto di Robert Whytt, (1714-1766) medico scozzese famoso per le sue indagini neurologiche. Nel trattato Nervous, Hypochondriac or Hysterical disorder per primo imputa alcune malattie mentali, quali l'isteria, a malfunzionamenti nervosi; immagina inoltre la profonda compenetrazione fra “mente e anima”, come, cioè, alcuni stati d'animo possano dare origine a involontarie risposte corporee (anche se spesso esse sono contro il principio di autoconservazione). Riprendendo un'idea di Thomas Sydenham di qualche anno prima, e cioè che i disturbi isterici possono colpire sia il genere maschile (in questo caso definiti ipocondriaci) che, con maggior violenza, quello femminile, descrisse accuratamente l'eziologia: parossismi, senso di soffocamento, tremore, paralisi locali, fames canina spesso dovuti a “wind, a tough phlegm, worms in stomach, improper quantity of food, schirrhous obstruction of the viscera of the lower abdomen”. Egli parlava di “solidarietà” fra i sistemi nervosi di differenti persone (la mente come sensorium commune). I suoi studi sulla regolarità di certe crisi (quali Emicranie o febbri ricorrenti spesso presenti nella sintomatologia isterica) furono molto avanzati, e giunsero a un nulla di fatto solo perché egli si dovette arrendere “all'oscurità della natura”.

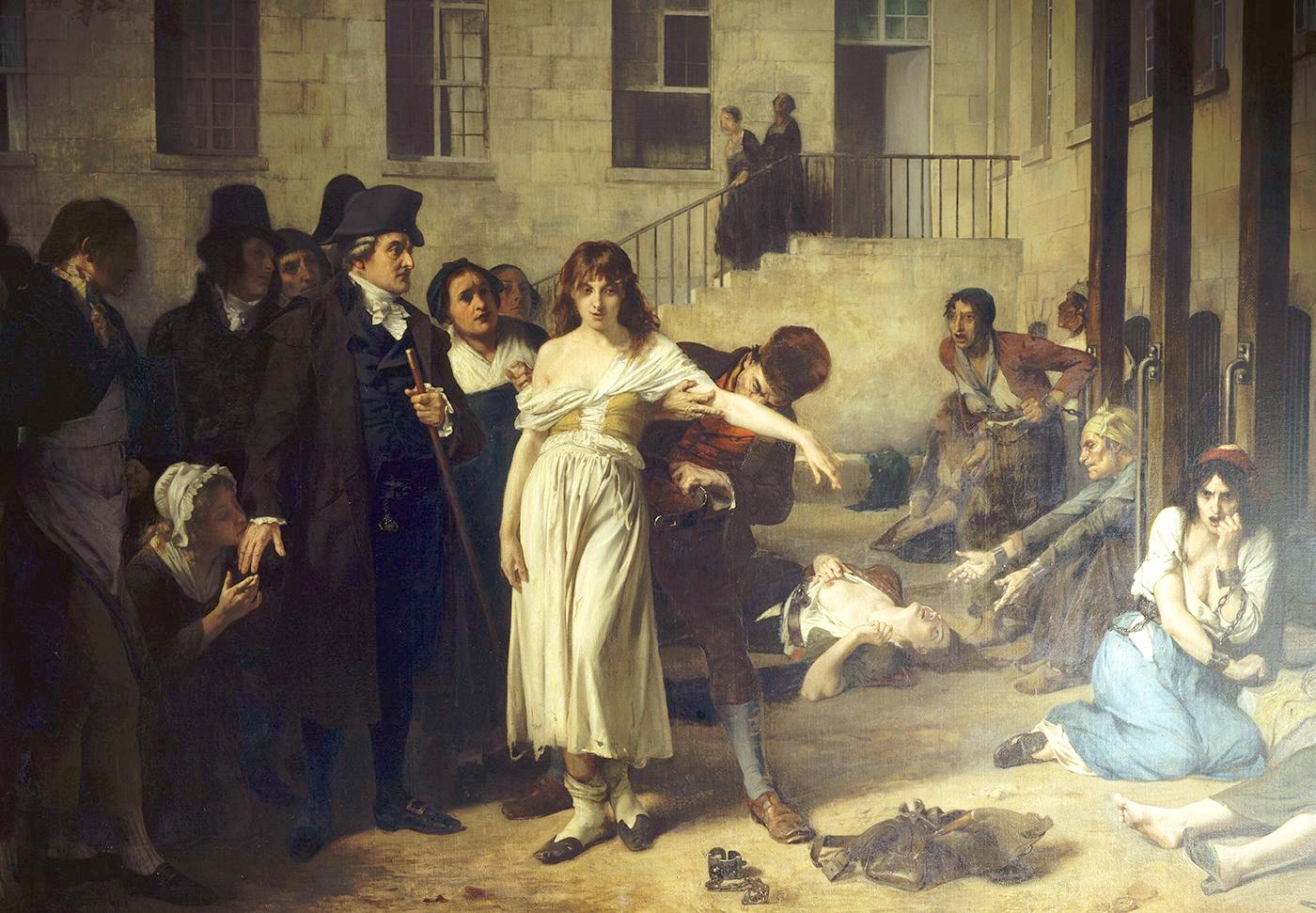
Philippe Pinel toglie le catene agli "alienati"

I rimedi consigliati prevedevano dieta, movimento e distrazione: “The mind ought to be diverted and keep as easy as possible”. Inoltre era molto comune prescrivesse oppio (causando altrettanto comunemente dipendenze) alle sue pazienti. Più incisivo il contributo di Philippe Pinel, fra i primi a utilizzare il “trattamento morale” per i malati mentali e grande innovatore della medicina “psichiatrica” francese post-rivoluzione. Lavorando alla Salpêtrière di Parigi ebbe la possibilità di entrare in contatto con “gli alienati mentali” dimostrando, seppur con l'altissima probabilità di ricadute, che la guarigione fosse possibile. Nel suo “Traité medico-philosophique sur l'aliénation mentale” del 1809 indica la strada alla successiva psichiatria: applica anche in questi campi un metodo scientifico basato sull'osservazione dei sintomi dei pazienti per cogliere “le loro caratteristiche peculiarità”, introducendo la terapia occupazionale perché "le fatiche del giorno preparano i lavoratori per dormire e riposare durante la notte" e soprattutto intrattenendo lunghe conversazioni con i pazienti.
Nella sua “Nosographie” divise le malattie della mente e del corpo in cinque classi: febbri, infiammazioni, malattie emorragiche, lesioni organiche e nevrosi. Queste ultime erano considerate espressione di “alienazione mentale”, dovuta sia a elementi di natura morale che fisica (o come concatenazione di entrambi), ovvero a quelli che oggi definiamo malfunzionamenti funzionali o organici. La categoria includeva disordini nervosi e disturbi psiconevrotici e ne veniva menzionata anche l'isteria, discussa fra le “Nevrosi genitali femminili”. Secondo Pinel si può realizzare un parallelismo fra le nevrosi maschili o femminili, dato che episodi come sterilità, frigidità e ninfomania (o "furor uterinus"; negli uomini satiriasi) sono episodi ricorrenti in entrambi.
Fu inoltre in grado di dimostrare che la sordità isterica, lungi dall'essere una disfunzione organica, conferiva una diversa sensibilità al paziente. Anch'egli correlò i disturbi nelle pazienti a flussi mestruali irregolari, o alla componente sessuale applicando quindi uno specifico trattamento, l'"evacuazione sexuelle" e consigliando come cura migliore il matrimonio.

## La svolta di Charcot
Nella prima metà dell'Ottocento, con il barone Ernst von Feuchtersleben, nasce la psicologia medica, mentre il medico britannico Robert Carter pubblica una serie di studi sull'isteria particolarmente degni di nota.
Ma è quella portata da Jean-Martin Charcot, fra i più importanti neuropsichiatri francesi, a essere una vera e propria rivoluzione nel trattamento delle malattie mentali. Dopo gli studi all'università di Parigi, e un breve periodo come Chef de Clinique della facoltà, Charcot entrò all'istituto Salpêtrière, l'ospedale parigino dove erano ricoverati centinaia di pazienti affetti da malattie mentali.
Gli studi sull'isteria nacquero quasi per caso quando nell'istituto, a causa dell'inagibilità di alcuni locali, i pazienti epilettici non-psicotici e isterici furono accorpati in un'unica sezione chiamata "quartier des epileptiques simples". Per quanto sembrasse una sistemazione assolutamente logica, nel giro di pochi giorni si manifestò, apparentemente senza alcuna spiegazione, un sensibile incremento di episodi epilettici fra i pazienti isterici. Charcot chiamò la condizione come "istero-epilessia", nome successivamente corretto in "isteria-epilettiforme".
Il medico francese compì varie osservazioni, arrivando a definire l'isteria come una nevrosi sprovvista di un danno anatomico specifico, che si manifesta con periodici attacchi. Distingueva inoltre "l'isteria maior", i grandi parossismi che si ripetono sempre nella stessa maniera, e "l'isteria minor", caratterizzata da insensibilità cutanea, restringimento del campo visivo e emianestesia. Si scagliò contro la definizione di isteria come disturbo tipicamente femminile, affermando che essa "[...] non ha nulla a che fare con l'utero". Va considerato che a quel tempo l'isteria veniva considerata un "disturbo uterino" curabile con l'ablazione del clitoride. Inoltre, si riteneva che l'utero "sbarazzino" potesse essere controllato anche con della valeriana. Nonostante tutto, lavorando in un ospedale esclusivamente femminile, Charcot dovette riconoscere la frequenza di alcuni sintomi prodromici caratteristici, come le fitte improvvise in varie parti del corpo, il senso di compressione delle ovaie o le palpitazioni: descrisse così le zone "isterogene", sedi di dolori spontanei. Ebbe anche il merito di riconoscere l'uniformità delle crisi, descrivendo come, e con quale successione, avvenissero gli attacchi: la prima fase è detta epilettoide, con contrazioni muscolari improvvise, spasmi violenti, arrossamenti, disturbi motori, rotazione dei bulbi oculari e protrusioni; la seconda: "periodo delle contorsioni", caratterizzato dall'assunzione di pose plastiche o atteggiamenti apparentemente inspiegabili; la terza: "periodo degli atteggiamenti passionali" (attitudes passionelles), in cui sopraggiunge una fase allucinatoria; infine, la fase terminale, quando l'attacco è prossimo a terminare ma il paziente è ancora in preda al delirio e alle allucinazioni.

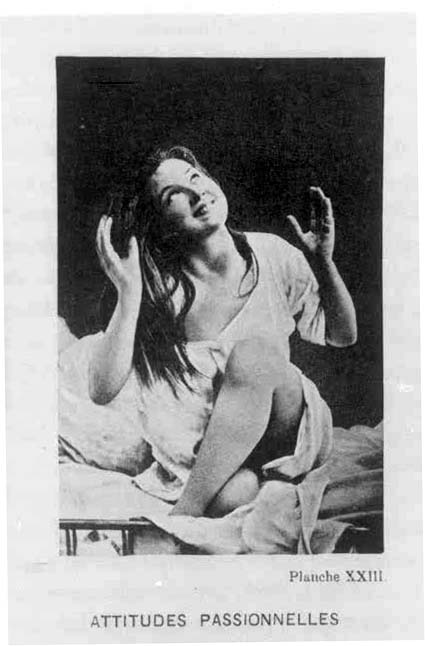
Attitudes Passionnelles “Iconographie photographique de la Salpêtrière”

Del lavoro di Charcot si hanno ampi riscontri dal materiale fotografico (così come disegni) da lui stesso prodotto. Sono sorte alcune discussioni riguardo ai metodi utilizzati dal medico francese per tenere fermi i soggetti fino al termine della sessione fotografica, insinuando l'uso di metodi disumani o violenti.
Charcot ebbe due intuizioni fondamentali, poi sviluppate dalla psicoanalisi, riguardanti il peso della sfera affettiva (un non specificato subconscio, mai apertamente nominato) e del significato dei traumi precedenti, rimossi o meno, negli attacchi. Le cure proposte rientravano tutte nell'ambito del trattamento morale, ma alla fine si riducevano alla rimozione del paziente dall'ambiente psicopatogeno (separazione anche dai familiari), evitando la possibilità che cadesse nella "suggestione", e inaugurando un nuovo regime di vita.
La parabola del "Grande Charcot", iniziò a declinare implacabilmente dopo la pubblicazione dei suoi studi sull'ipnotismo. In un'epoca che aveva già fermamente condannato il mesmerismo e ogni altra forma di "magnetismo animale", gli studi del più famoso neuropsichiatra del tempo divennero oggetto di aspre critiche e bersaglio di feroci insulti.
L'interesse di Charcot nei confronti dell'ipnotismo stava nella ricerca di nuovi metodi diagnostici. Gli studi condotti alla Salpêtrière con i suoi assistenti diedero inaspettatamente risultati eclatanti: l'ipnosi poteva essere indotta nei soli pazienti isterici ed era possibile trasferire zone di insensibilità cutanea tramite l'uso di un semplice magnete.
Le ricerche sul contemporaneo del professore dell'Università di Nancy, Hippolyte Bernheim confutarono radicalmente le teorie di Charcot, affermando che chiunque è suscettibile all'ipnosi, i magneti non hanno alcun effetto, e che l'isteria consiste in una serie di attacchi (diatesi isterica), interpretabili come risposta esagerata o distorta a un trauma affettivo. I toni del confronto si fecero immediatamente violenti, tanto che Bernheim scrisse impietosamente su Le Temps: "L'ipnosi della Salpêtrière è un prodotto artificiale, il risultato di una preparazione".
La stella di Charcot perse molta della sua aura e tuttavia tali vicende nulla tolgono ai suoi grandi e indiscutibili contributi alla neuropsichiatria; oltretutto, poco prima della sua morte, aveva iniziato a riconsiderare i suoi studi sull'isteria e sull'ipnosi, progettando una completa revisione del suo lavoro sulle patologie del sistema nervoso.
Tra i più brillanti allievi di Charcot ricordiamo Pierre Janet, autore di un libro intitolato L'État mental des hysteriques (Lo stato mentale degli isterici, 1893-94), che riprese e ampliò le idee di Paul Briquet, altro autore di una monumentale monografia sull'isteria. Il concetto di fondo che accomuna tali teorie è che "l'isteria è una malattia generale che modifica l'intero organismo", e che uno studio su tale patologia è accettabile solo se investiga su come siano compenetrati i fenomeni psicologici e fisiologici.
Janet riconosceva cinque classi fra i sintomi della malattia: anestesia, abulia, amnesia, disturbi motori e modificazioni del carattere (quest'ultimo diviso nelle due componenti intelligenza ed emozioni). Rigettando la teoria uterina, dimostrò, statistiche alla mano, che non vi era affatto una frequenza maggiore di ipereroticismo fra i pazienti isterici ("Gli isterici, in generale, non hanno un temperamento più erotico delle persone normali). Ma gran parte della fama di Janet deriva dall'identificazione dell'idée fixe, l'idea fissa, la causa scatenante dell'isteria, situata al di fuori della coscienza, in quello che potremo definire il subconscio. Fu dunque il precursore di una delle basi della psicoanalisi, sebbene non sviluppò mai completamente il concetto; si ricordano le violente dispute avute al riguardo con Freud, che lo accusava di aver considerato l'inconscio alla stregua di un espediente, una "façon de parler".
Di minor portata i contributi in questo campo di un altro allievo di Charcot, Joseph Babinski. Egli propose di non parlare più di isteria ma di "pithiatisme" (dal greco peithὸ, persuado e iatos, curabile) proponendo un metodo di cura basato totalmente sulla persuasione. Nonostante un discreto interesse della comunità scientifica, soprattutto statunitense, le idee di Babinski caddero presto in disgrazia.

## La nascita della psicoanalisi e Freud

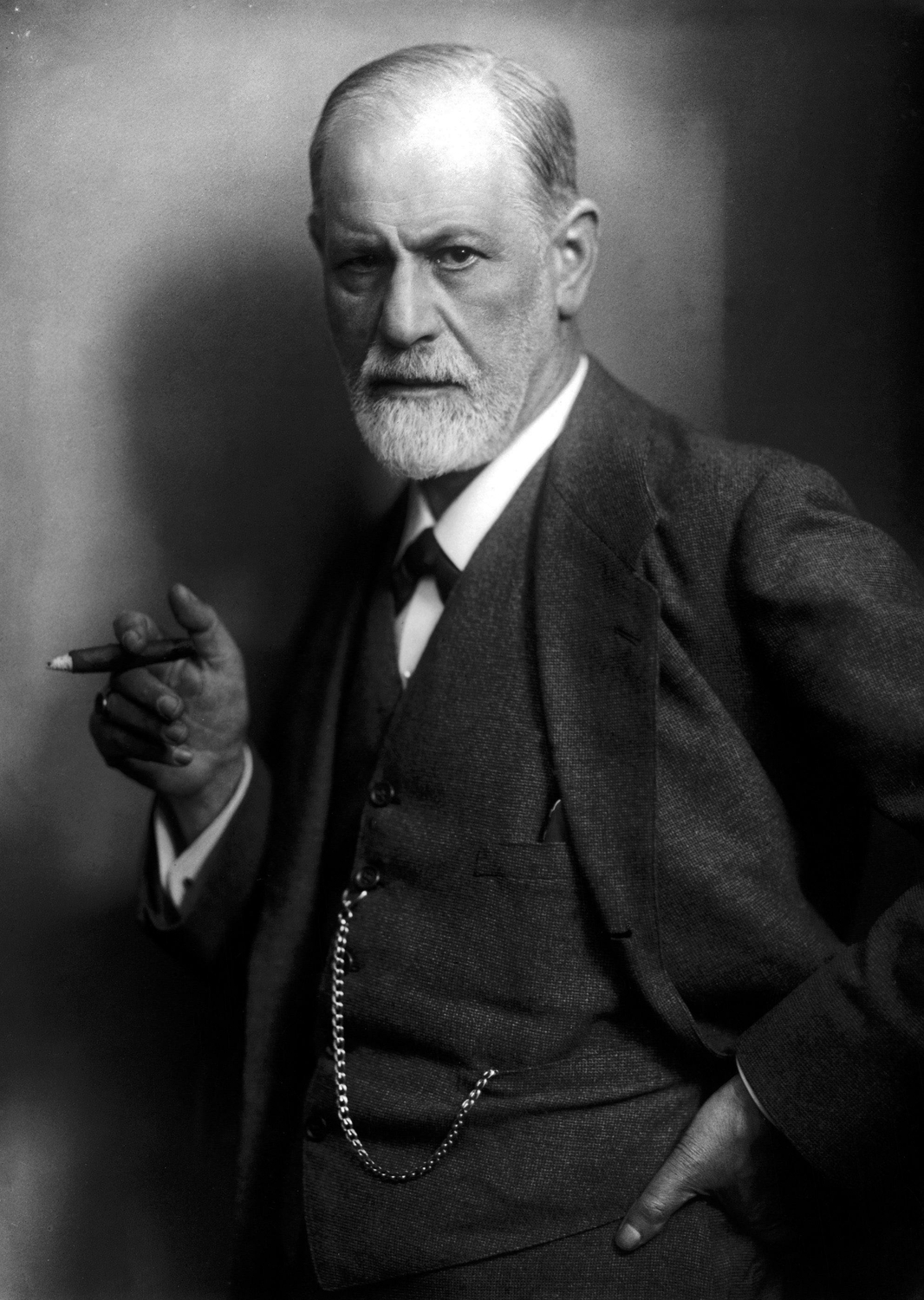
Sigmund Freud

Le idee di Charcot fecero rapidamente proseliti nella comunità scientifica, tanto da ispirare ulteriori studi da autorità scientifiche quali Moebius, Tuck e C.G. Jung. Ma servirono anche da punto di partenza per un giovane neurologo austriaco, Sigmund Freud, che, terminati gli studi all'università di Vienna, decise di completare il suo percorso con un tirocinio alla Salpêtrière.
Già in contatto con Josef Breuer, famoso internista viennese, riguardo all'eziologia e al trattamento dell'isteria, Freud aveva collaborato al trattamento di uno dei casi più famosi della patologia, quello di tale Anna O., che stravolse letteralmente le metodologie. Breuer aveva notato che la paziente, sotto ipnosi, se opportunamente stimolata poteva “raccontare” le fantasie che provava al momento, dando così la possibilità di scoprire i traumi alla base delle manifestazioni isteriche.
Freud si mise in luce traducendo in lingua tedesca gli scritti di Charcot, apprendendone i metodi e l'uso dell'ipnosi, ma sviluppando pure un certo scetticismo per le eclatanti dimostrazioni del maestro. Tanto che alla fine del periodo parigino, Freud era ormai pienamente convinto della validità universale delle teorie di Breuer. E fu proprio con l'internista che iniziò le sperimentazioni, pubblicando "Il meccanismo psichico del fenomeno isterico", poi seguito dal più ampio volume "Studien über Hysterie" (1895). L'autore ribadiva l'opinione che nell'isteria il paziente sperimentava nuovamente l'originario trauma psichico, generalizzando il caso zero di Anna O. e descrivendone l'evoluzione: dalle sedute ipnotiche venne fuori che la donna aveva assistito con grande sollecitudine l'amato padre, colpito da una terribile malattia e che in breve tempo morì. Lo stress emotivo fu tale da indurre uno squilibrio mentale in lei, poi corretto soltanto con il completo recupero di queste memorie soppresse.
Il risultato raggiunto nel caso di Anna O. fu merito del metodo cosiddetto della catarsi di Breuer, ma dopo poco il sodalizio fra i due medici si incrinò. Freud iniziò sempre più a considerare come agente eziologico la sessualità, mentre l'internista lo escludeva sdegnosamente, affermando che Anna O. avesse "un aspetto sessuale straordinariamente sottosviluppato". Freud proseguì il suo cammino recandosi a Nancy ed entrando in contatto con gli studi sull'ipnosi di Bernheim e Lièbeault; in particolare apprese il valore della suggestione, che poi utilizzò diffusamente nella sua terapia psicoanalitica. I risultati ottenuti tuttavia non convinsero la conservatrice comunità medica viennese, i cui esponenti rimasero piuttosto freddi soprattutto nei confronti dell'idea di un'isteria maschile e di paralisi artificiali.
Freud basò la propria psicoterapia su tre pilastri (poi apprezzati universalmente) : rimozione, inconscio e sessualità infantile. Quest'ultima era di fatto rivestita del ruolo primario fra le cause delle nevrosi e rappresentava il conflitto fra la pulsione libidica e la resistenza nei confronti dei contenuti inconsci, sin dagli stadi iniziali dell'infanzia. Tale conclusione scatenò l'indignazione e la rivolta di gran parte del mondo scientifico e non solo, in quanto cancellava l'aura di innocenza tradizionalmente assegnata a un'età "pura"; dopo alcuni anni lo psicoanalista austriaco pensò di aver commesso un errore: le memorie rimosse di molti dei suoi pazienti spesso non erano fatti realmente accaduti ma costruzioni mentali "incubate" nell'inconscio. Come scrive egli stesso nei suoi “Studi Autobiografici” quasi inconsapevolmente aveva descritto il "complesso di Edipo".
Riconosceva, comunque il ruolo della sessualità: "Io sono fermamente convinto che la grande maggioranza di nevrosi nelle donne ha la propria origine nel talamo".

Freud confermò le quattro fasi dell'isteria elaborate da Charcot, aggiungendo però che le allucinazioni costituivano la riproduzione della memoria di un singolo trauma o di "una serie di traumi interconnessi": 

## XX e XXI secolo
L'ultima apparizione dell'isteria sul manuale diagnostico dei disturbi mentali risale al 1952 (DSM II). Nel 1987, l'American Psychiatric Association ha espunto l'isteria dal novero dei disturbi mentali (DSM-III-Revised).
Oggi si preferisce ricondurre quelle che un tempo erano definite manifestazioni isteriche in categorie nosologiche più ampie, quali disturbi somatoformi, di personalità o di conversione (deficit motori, paralisi, astenia).
La “grande simulatrice” è stata declassata, sebbene la sua importanza, almeno nell'accezione quotidiana, rimanga quasi immutata. Gli atteggiamenti pantomimici e la teatralità hanno sempre affascinato psichiatri e studiosi: come ha affermato Hermann Nunberg, “l'isterico interrompe le sue relazioni con la coscienza assumendo pose istrioniche alla ricerca dell'autosoddisfacimento" (1957).